# Maison Léon
La maison Léon, bâti entre le XVe siècle et XIXe siècle, est situé quai Duperré à La Rochelle, en France. L'immeuble a été inscrit au titre des monuments historiques en 1926.

## Historique
Le bâtiment est inscrit au titre des monuments historiques par arrêté du 28 octobre 1926.

## Architecture

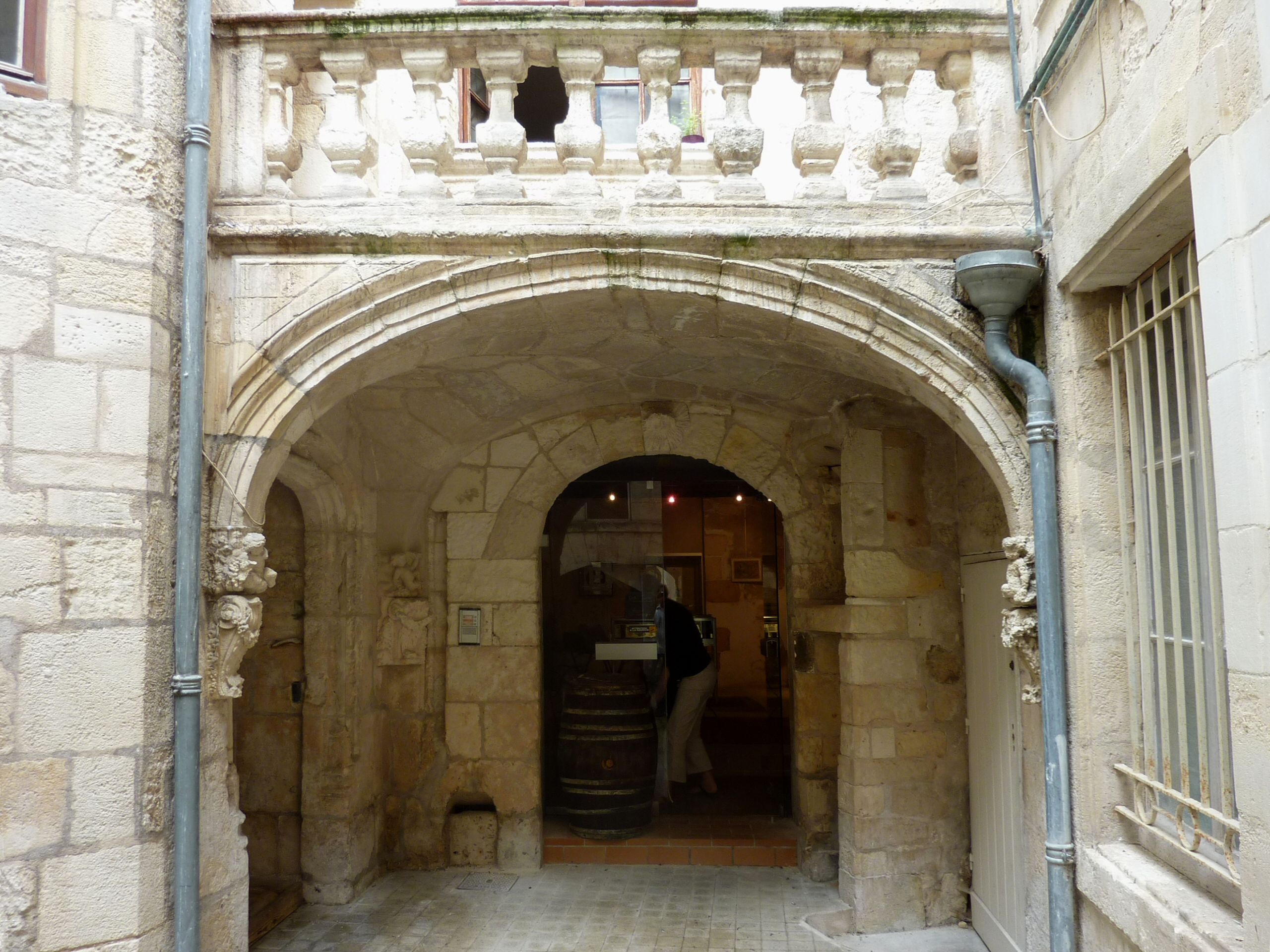
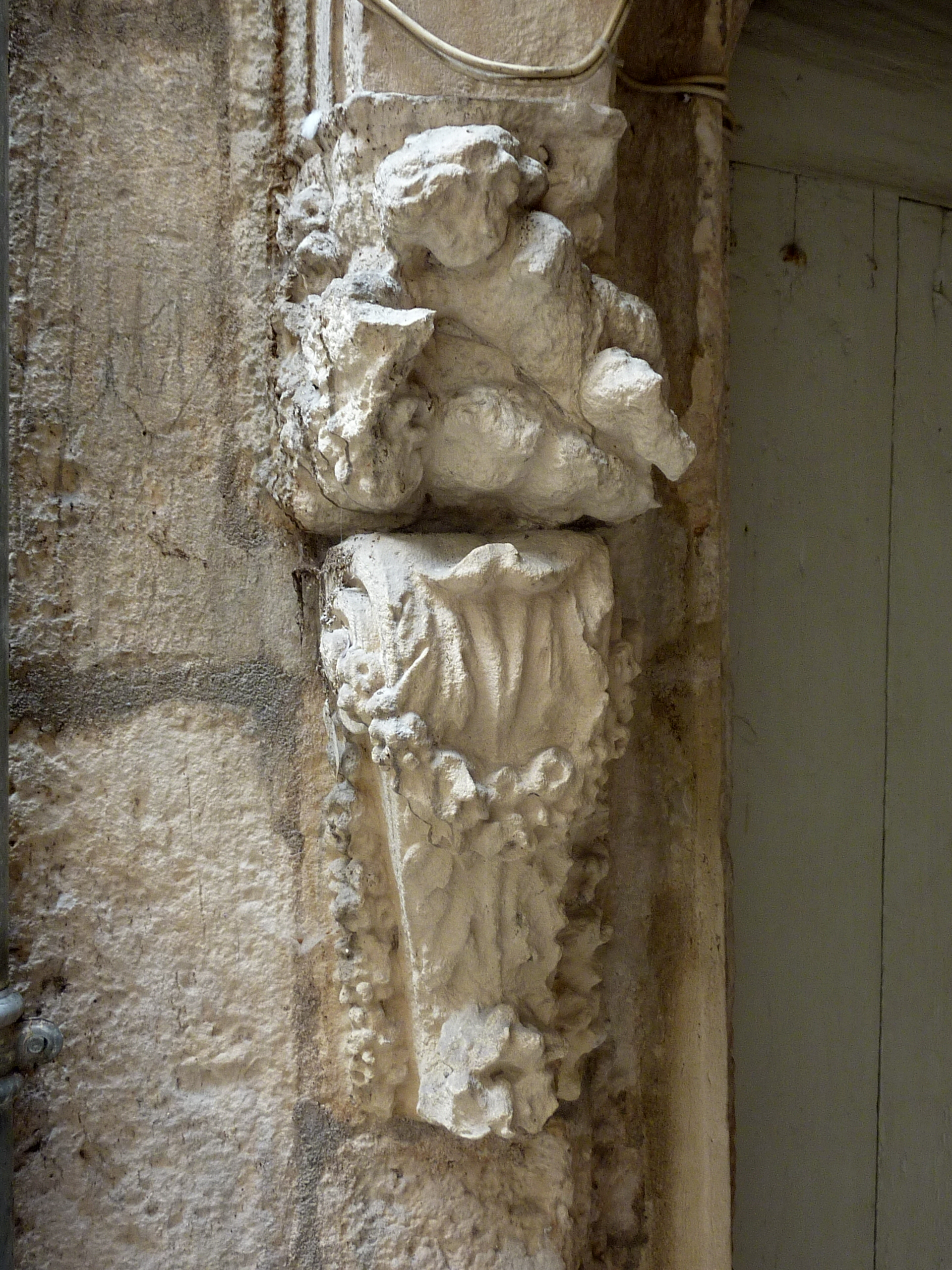